# Saurashtra

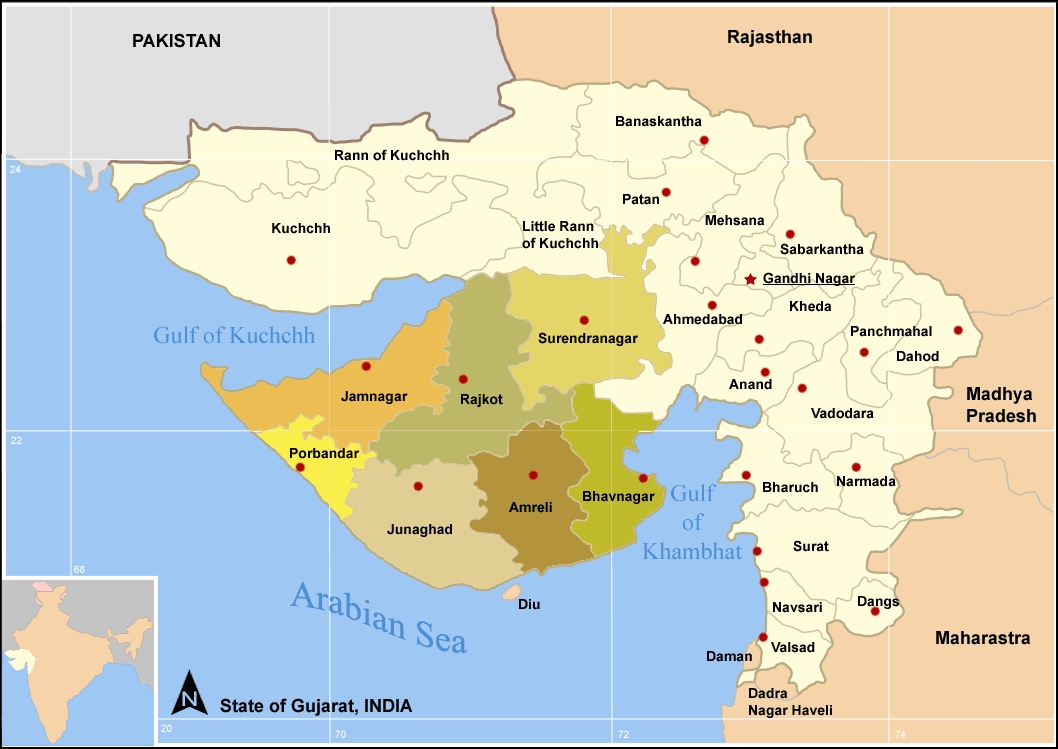
Ligging van Saurashtra op een bestuurlijke kaart van Gujarat.

Saurashtra, Sorath (Gujarati: સૌરાષ્ટ્ર, Hindi: सौराष्ट्र) of Kathiawar (Gujarati: કાઠીયાવાડ) is een schiereiland in het westen van India, in de deelstaat Gujarat. Het oppervlak is ongeveer 60.000 km². In het noorden wordt Saurashtra begrensd door het zoutmoerasgebied van de Rann van Kutch en de Golf van Kutch, in het westen en zuiden door de Arabische Zee en in het zuidoosten en oosten door de Golf van Khambhat.
In Saurashtra worden graan, rijst en katoen verbouwd. In het gebied komt ook mangaanerts, bauxiet en aardolie voor.

## Geschiedenis
Oorspronkelijk stond de naam Saurashtra alleen voor de zuidelijke helft van het schiereiland Kathiawar, maar door administratieve herindeling van de Indiase overheid is de naam inmiddels voor het hele gebied komen te staan.
De naam wordt al genoemd in de Mahabharata, die rond 800 v.Chr. moet zijn ontstaan. Ook de Griekse Periplus van de Erythreïsche Zee uit de 1e eeuw n.Chr. vermeldt het gebied onder de naam Saraostus. Keizer Ashoka liet in de 3e eeuw v.Chr. een van zijn edicten in een steen kerven in de buurt van Uperkot.
De enclave Diu in het uiterste zuiden van Saurashtra was vanaf de 16e eeuw een Portugese kolonie. Vanaf 1748 werd het grootste deel van Saurashtra geregeerd door de nawab van Junagadh, die zich in dat jaar onafhankelijk verklaarde van de Mogolkeizer. Hoewel de bevolking grotendeels hindoe is, was de heersende familie islamitisch. De Britse Oost-Indische Compagnie won in het gebied aan invloed vanaf 1803. In 1817 werd het als Kathiawar Agency opgenomen in Brits-Indië, op de Portugese enclave na, die in 1961 door India ingenomen werd. De lokale vorsten, waarvan de nawab van Junagadh de machtigste was, behielden echter een grote mate van autonomie.
Bij de deling van Brits-Indië in 1947 veroorzaakte de geloofsovertuiging van de laatste nawab een probleem, omdat de hij voor aansluiting bij Pakistan koos. Dit werd echter niet geaccepteerd door de bevolking. India stuurde uiteindelijk troepen en de nawab vluchtte naar Pakistan.
Saurashtra vormde aanvankelijk een eigen deelstaat in India, maar werd in 1956 onderdeel van Bombay. In 1960 werd deze deelstaat gesplitst, waarbij Saurashtra deel van Gujarat werd.